# Рубі (газове родовище)
Рубі – індонезійське офшорне газове родовище, виявлене у Макасарській протоці.
Родовище виявили та оцінили шляхом спорудження свердловин MKS-1 (Makassar Straits-1), MKS-2, MKS-3 та MKS-4 (при цьому MKS-2 виявилась «сухою»), які виявили газонасичений інтервал із пористістю 15-17%. Поклади вуглеводнів пов’язані з карбонатами олігоцен-міоценової формації Берай.
Запаси Рубі визначили на рівні 7 млрд м3.
Вилучення вуглеводнів організували за допомогою чотирьох свердловин. Також в межах плану розробки в районі з глибиною 60 метрів встановили трьохопорну платформу для розміщення фонтанних арматур та з’єднану з нею містком чотирьохопорну платформу для розміщення обладнання з підготовки та житлових приміщень персоналу. Видачу підготованої продукції організували через трубопровід Рубі – Сеніпах. 
Видобуток почали у 2013 році, маючи за мету досягнути максимального показника на рівні 2,8 млн м3 на добу. Втім, через незначні запаси родовища період розробки запланували лише у 10 років і вже у 2020 році видобуток скоротився до 0,6 млн м3 на добу.
Родовище знаходиться в межах ліцензійної ділянки Себуку, права на яку має консорціум компанії з Об’єднаних Арабських Еміратів Mubadala Petroleum (70% участі, оператор), французької Total та японської Inpex (по 15%).